# Odontria australis
Odontria australis är en skalbaggsart som beskrevs av Given 1952. Odontria australis ingår i släktet Odontria och familjen Melolonthidae. Inga underarter finns listade i Catalogue of Life.